# Marie de Manacéïne
Maria Mikhaïlovna Manasseina (Манасеина Марья Михайловна), née vers 1841 à Saint-Pétersbourg et morte le 17 mars 1903 dans la même ville, est un médecin, traductrice, vulgarisatrice et révolutionnaire russe, pionnière de l'étude du sommeil.
Son article de 1871 sur la fermentation alcoolique en l'absence de cellules de levure vivantes, qui la conduit à revendiquer l'antériorité de la découverte valant à Eduard Buchner le prix Nobel de chimie en 1906, est à l'origine dans son pays natal de son titre de « première biochimiste russe ».
Elle travailla et vécut principalement à Saint-Pétersbourg, tout en multipliant les voyages de travail en Europe. Elle écrivit certains de ses articles et ouvrages en français et en allemand, sous les noms de Marie de Manacéïne, Maria Manaseina ou Marie von Manasseïn, ainsi que sous les pseudonymes de  M. Nikolaenko, M. Vano ou Triem pour ses écrits sans visée scientifique. 

## Biographie
Maria Mikhailovna Korkunova nait entre 1841 et 1843 à Saint-Pétersbourg, dans une famille dont le père, Michail Andreevič Korkunov (1806-1858), est un historien, archéologue, membre titulaire de l'Académie impériale des sciences.  Elle reçoit toute son éducation à domicile, y compris en médecine, ce qui lui vaut dans un premier temps le titre de femme médecin, et ultérieurement, après l'ouverture aux femmes de l'Académie de médecine de Saint-Pétersbourg en 1872, le diplôme de médecin. À partir de 1860, et jusqu'en 1863, elle donne des conférences à l'université de Saint-Pétersbourg.
À cette époque, elle se marie avec un étudiant du nom d'Ivan Vasilevič Poniatovsky, et milite avec lui au sein du groupe révolutionnaire Utinskij kružok. Celui-ci est arrêté et envoyé en exil où il meurt. En 1865, elle se remarie avec Vyaches lav Avksentievich Manasein (1841-1901), futur professeur à l'Académie de médecine militaire et éditeur de la première revue médicale russe.

## Œuvres

### En allemand
- « Beiträge zur Kenntniß der Hefe und zur Lehre von der alkoholischen Gährung. Dem Andenken meines Vaters M. Korkunoff, weiland Mitglied der Akademie der Wissenschaften zu St. Petersburg, gewidmet » (« Contributions à la connaissance de la levure et à la théorie de la fermentation alcoolique »),  In: Julius Wiesner (Hg.): Mikroskopische Untersuchungen. Ausgeführt im Laboratorium für Mikroskopie und technische Waarenkunde am k. k. polytechischen Institute in Wien. Stuttgart 1872, 116-128.
- « Zur Frage von der alkoholischen Gährung ohne lebende Hefezellen » (« Sur la question de la fermentation alcoolique sans cellules de levure vivantes ») Berichte der Deutschen Chemischen Gesellschaft 30 (1897/98), 3061-3062.
- « Zur Frage von der alkoholischen Gährung ohne lebende Hefezellen und über die Gährung im Allgemeinen. » («  Sur la question de la fermentation alcoolique sans cellules de levure vivantes et de la fermentation en général. ») Le Physiologiste Russe 1 (1898/99) 3/7, 88-94.

### En français
- Le Surmenage mental dans la civilisation moderne, effets, causes, remèdes (1890)
- Quelques observations expérimentales sur l'influence de l'insomnie absolue (1893)
- De l'Antagonisme qui existe entre chaque effort de l'attention et des innervations motrices (1894)
- Suppléance d'un hémisphère cérébral par l'autre (1893)
- L'Anarchie passive et le comte Léon Tolstoï (le Salut est en vous) (1895)
- Hallucinations prémonitoires (1896)
- Le Sommeil : pathologie, physiologie, hygiène, psychologie (1896)
- Le Sommeil, tiers de notre vie (1898)